# Bügelfalte

Hose mit Bügelfalte

Eine Bügelfalte ist ein auf der Vorder- und Hinterseite von Hosen jeweils mittig eingebügelter Stoffbruch. Sie ist eine Erfindung aus der Zeit um 1900 und verlieh dem bis dahin lose herabfallenden Beinkleid Straffheit.
In der Fachsprache ist der Ausdruck Bügelbruch gebräuchlich, weil er im besten Fall nur im oberen Teil aus einer wirklichen Falte, der sogenannten Bundfalte, besteht. Käufer, die Wert auf eine Bügelfalte legen, messen die Qualität einer Hose an der Dauerhaftigkeit bzw. der Schärfe der Bügelfalte.